# 34310 Markhannum
34310 Markhannum è un asteroide della fascia principale. Scoperto nel 2000, presenta un'orbita caratterizzata da un semiasse maggiore pari a 2,8052838 au e da un'eccentricità di 0,1047156, inclinata di 4,57141° rispetto all'eclittica.